# Tomasz Zamoyski
Pour les articles homonymes, voir Zamoyski.
Tomasz Zamoyski (né le 1er avril 1594, mort le 8 janvier 1638), aristocrat polonais, membre de la famille Zamoyski, 2e Ordynat de Zamość, voïvode de Podole (1618), voïvode de Kiev (1619), staroste de Cracovie (1628), vice-chancelier de la Couronne (1628), chancelier (1635), staroste de Knyszyn, Sokal, Nowy Targ, Rabsztyn, Kalusz, Goniądz et Rzeczyce. La ville de Tomaszów Lubelski a été ainsi nommé d'après son prénom.

## Mariage et descendance
En 1620, il épouse Katarzyna Ostrogska qui lui donne trois enfants :
- Gryzelda Konstancja Zamoyska (en) (1623-1672)
- Joanna Barbara Zamoyska (1626-1665)
- Jan Sobiepan Zamoyski (1627-1665)

## Sources
- Notices d'autorité :   - VIAF
  - ISNI
  - LCCN
  - GND
  - Pologne
  - NUKAT
  - WorldCat

- (en) Cet article est partiellement ou en totalité issu de l’article de Wikipédia en anglais intitulé « Tomasz Zamoyski » (voir la liste des auteurs).